# Lanques-sur-Rognon
Lanques-sur-Rognon és un municipi francès situat al departament de l'Alt Marne i a la regió del Gran Est. L'any 2007 tenia 209 habitants.

## Demografia

### Població
El 2007 la població de fet de Lanques-sur-Rognon era de 209 persones. Hi havia 82 famílies de les quals 24 eren unipersonals (16 homes vivint sols i 8 dones vivint soles), 25 parelles sense fills, 29 parelles amb fills i 4 famílies monoparentals amb fills.
La població ha evolucionat segons el següent gràfic:
Habitants censats

### Habitatges
El 2007 hi havia 113 habitatges, 83 eren l'habitatge principal de la família, 22 eren segones residències i 8 estaven desocupats. 109 eren cases i 4 eren apartaments. Dels 83 habitatges principals, 73 estaven ocupats pels seus propietaris, 9 estaven llogats i ocupats pels llogaters i 1 estava cedit a títol gratuït; 2 tenien dues cambres, 15 en tenien tres, 21 en tenien quatre i 45 en tenien cinc o més. 56 habitatges disposaven pel capbaix d'una plaça de pàrquing. A 44 habitatges hi havia un automòbil i a 28 n'hi havia dos o més.

### Piràmide de població
La piràmide de població per edats i sexe el 2009 era:
| Homes | Edats   | Dones |
| ----- | ------- | ----- |
| 0     | 95 o +  | 0     |
| 0     | 90 a 94 | 0     |
| 0     | 85 a 89 | 0     |
| 4     | 80 a 84 | 0     |
| 0     | 75 a 79 | 0     |
| 4     | 70 a 74 | 16    |
| 4     | 65 a 69 | 4     |
| 0     | 60 a 64 | 0     |
| 16    | 55 a 59 | 4     |
| 8     | 50 a 54 | 12    |
| 8     | 45 a 49 | 8     |
| 4     | 40 a 44 | 8     |
| 4     | 35 a 39 | 4     |
| 0     | 30 a 34 | 4     |
| 8     | 25 a 29 | 0     |
| 8     | 20 a 24 | 8     |
| 4     | 15 a 19 | 4     |
| 4     | 10 a 14 | 8     |
| 4     | 5 a 9   | 8     |
| 4     | 0 a 4   | 8     |

## Economia
El 2007 la població en edat de treballar era de 136 persones, 98 eren actives i 38 eren inactives. De les 98 persones actives 96 estaven ocupades (57 homes i 39 dones) i 2 estaven aturades (1 home i 1 dona). De les 38 persones inactives 13 estaven jubilades, 9 estaven estudiant i 16 estaven classificades com a «altres inactius».

### Ingressos
El 2009 a Lanques-sur-Rognon hi havia 91 unitats fiscals que integraven 223 persones, la mediana anual d'ingressos fiscals per persona era de 15.230 €.

### Activitats econòmiques
Dels 4 establiments que hi havia el 2007, 1 era d'una empresa de fabricació d'altres productes industrials, 1 d'una empresa de construcció, 1 d'una empresa de comerç i reparació d'automòbils i 1 d'una empresa financera.
L'únic servei als particulars que hi havia el 2009 era una lampisteria.
L'any 2000 a Lanques-sur-Rognon hi havia 9 explotacions agrícoles que ocupaven un total de 835 hectàrees.

## Poblacions més properes
El següent diagrama mostra les poblacions més properes.